# Parham (Australia)
Parham – miasto w Australii, w stanie Australia Południowa.